# Duisburger Filmwoche

Logo der Duisburger Filmwoche seit 2022

Die Duisburger Filmwoche ist ein Festival und Diskussionsforum für Dokumentarfilm. Sie findet seit 1978 alljährlich im November in Duisburg statt und konzentriert sich auf aktuelle Dokumentarfilme bundesdeutscher Produktionen, seit 1990 zusätzlich auf Produktionen aus der Schweiz und Österreich. Der Begriff Dokumentarfilm wird dabei weit gefasst und lässt Grenzüberschreitungen und „Mischformen“ zu.
Die Filmwoche wird von der Stadt Duisburg mit Unterstützung des Landes Nordrhein-Westfalen und der Film- und Medienstiftung NRW veranstaltet. Es werden drei Haupt-, ein Förder- sowie ein Publikumspreis im Gesamtwert von 23.000 Euro vergeben.
Den Filmvorführungen folgen Podiumsdiskussionen, die von Journalisten und Filmwissenschaftlern protokolliert und archiviert werden. Diese Protokolle führten des häufigeren zu Auseinandersetzungen und heftigen Debatten über die eigentliche Festivalzeit hinaus.

## Geschichte

Logo der Duisburger Filmwoche bis 2018

Die Duisburger Filmwoche geht auf eine Initiative des Duisburger filmforums zurück, das Anfang der 1970er Jahre gemeinsam mit dem Land Nordrhein-Westfalen die Filminformationstage durchführte.
Die erste Duisburger Filmwoche fand vom 28. März bis 3. April 1977 statt und entwickelte sich, als jährliches Treffen im November, in den folgenden Jahren zum Diskussionsforum des künstlerischen Dokumentarfilms in der Bundesrepublik. Darüber hinaus findet sich seit 2002 mit „Ganz nah dran!“ ein Dokumentarfilmprogramm für Kinder im Rahmen der Duisburger Filmwoche, welches seit 2004 unter dem Label „doxs!“ als bundesweit ältestes Festival für Kinder- und Jugenddokumentarfilm lanciert.
Von 1985 bis 2018 leitete Werner Ružička die Duisburger Filmwoche. In den Jahren 1978 bis 1981 lag die Leitung des Festivals bei Angela Haardt. Ab 2019 übernahmen Gudrun Sommer, Begründerin und bisher Leiterin der Kinder- und Jugendsparte des Festivals, und Christian Koch gemeinsam die Gesamtleitung, gaben diese jedoch nach zwei Jahren wieder auf. Für 2021 wurde Alexander Scholz, seit 2015 Pressereferent und Programmgestalter, interimsweise als Kurator berufen. Seit 2022 leitet er das Festival offiziell.
Eine Auswahlkommission, der neben der Festivalleitung erfahrene Filmemacher, Filmwissenschaftler, Fernsehredakteure und Kritiker angehören, stellt aus den Einreichungen das Wochenprogramm für das Festival zusammen. Ein Alleinstellungsmerkmal dabei ist, dass keine Parallelvorführungen stattfinden. Von 2019 bis 2021 war die Festivalleitung nicht Bestandteil der Auswahlkommission.

## Duisburger Protokolle
Auf der Duisburger Filmwoche stehen im Anschluss an jeden Film etwa 60 Minuten zur Verfügung, in denen das Publikum gemeinsam mit den Filmemachern, Kameraleuten, Editoren, Redakteuren und weiteren Beteiligten über das Gesehene sprechen kann. Die Gespräche finden dabei nicht wie bei für Filmfestivals üblichen Fragerunden im Kinosaal, sondern in einem separaten Raum des Festivalzentrums statt und folgen in Stil und Form eher einer klassischen Podiumsdiskussion. Diese werden abwechselnd von den Mitgliedern der Auswahlkommission sowie eigens geladenen Gästen moderiert.
Von jungen Journalisten und Filmwissenschaftlern werden hierüber Diskussionsprotokolle erstellt, die ein weiteres Spektrum der Rezeption eröffnen und zur Fortschreibung der Geschichte des deutschsprachigen Dokumentarfilms beitragen. Die Protokolle haben sich in der Form von anfangs reinen Wortprotokollen hin zu Gedächtnisprotokollen als „persönlich gefärbte Einschätzungen der öffentlichen Reaktion auf die Filme, und der Filmemacher auf die (relative) Öffentlichkeit“ entwickelt und bieten mittlerweile Raum für persönliche, teils provokante Anmerkungen.

„Um ehrlich zu sein hatte ich damit gerechnet, dass Karmakar, ähnlich wie im letzten Jahr, das Podiumsgespräch aus Mangel an für ihn reizvollen Fragen verärgert abbrechen könnte. An Stelle des Protokolls der nicht gelaufenen Diskussion hätte man sich dann etwas Kunstvolles als Leerstellenfüller einfallen lassen müssen – Haikus, wie Torsten Alisch schon mal vorschlug.“

Sämtliche Protokolle werden vervielfältigt und noch während des Festivals, meist am darauffolgenden Tag, unter den Festivalgästen verbreitet. Zugleich werden die Originale archiviert. In die Duisburger Protokolle sind zudem zahlreiche Debatten eingegangen (wie beispielsweise der Formenstreit „Kreimeier-Wildenhahn“), die in Duisburg ihren Ausgang nahmen und weit darüber hinaus wirkten.
Seit 2011 existiert unter dem Namen Protokult ein vollständiges digitales und öffentlich zugängliches Archiv aller Protokolle seit 1978, das vom Autor Sven Ilgner ins Leben gerufen wurde. Im Zuge des Relaunchs 2020 fand u. a. eine detaillierte Verschlagwortung und teilweise Bebilderung der Protokolle statt. Anhand der damit entstandenen inhaltlichen Verknüpfung sollen „Kontinuitäten und Brüche in der Geschichte des Dokumentarfilms“ nachvollziehbar werden.

## Motto
Seit 1987 findet die Duisburger Filmwoche unter einem alljährlich wechselnden Motto statt. Damit soll der Fokus von den Filmen als solche auf deren „historisch-gesellschaftlichen, politischen und ästhetischen Kontext“ gelenkt werden.
| N°    | Jahr/Zeitraum       | Motto                            |
| ----- | ------------------- | -------------------------------- |
| 11    | 1987                | Man wird sehen                   |
| 12    | 1988                | Zeit zu Sehen                    |
| 13    | 1989                | Bilder Denken                    |
| 14    | 1990                | Grenzen Gehen                    |
| 15    | 1991                | Blicke Richten                   |
| 16    | 1992                | Bekanntes Entdecken              |
| 17    | 1993                | Krisen Augen Blicke              |
| 18    | 1994                | Ein Sicht Aus                    |
| 19    | 1995                | Blickfang                        |
| 21    | 1997                | ErscheinungsBilder               |
| 22    | 1998                | Effekte                          |
| 23    | 01.11. – 07.11.1999 | Tiefen\|Schärfen                 |
| 24    | 06.11. – 12.11.2000 | STANDORTE                        |
| 25    | 05.11. – 11.11.2001 | happy birthday                   |
| 26    | 04.11. – 10.11.2002 | _was geht?                       |
| 27    | 03.11. – 09.11.2003 | echt falsch                      |
| 28    | 08.11. – 14.11.2004 | MATERIAL                         |
| 29    | 31.10. – 06.11.2005 | Freunde der Realität             |
| 30    | 06.11. – 12.11.2006 | sehen ist denken                 |
| 31    | 05.11. – 11.11.2007 | wo wenn nicht hier               |
| 32    | 03.11. – 09.11.2008 | schläft ein bild in allen dingen |
| 33    | 02.11. – 08.11.2009 | ERKENNE DIE LAGE                 |
| 34    | 01.11. – 07.11.2010 | HORIZONT                         |
| 35    | 07.11. – 13.11.2011 | stoffe                           |
| 36    | 05.11. – 11.11.2012 | RÄUME                            |
| 37    | 04.11. – 10.11.2013 | im Bilde                         |
| 38    | 03.11. – 09.11.2014 | gut gedeutet                     |
| 39    | 02.11. – 08.11.2015 | AUSGÄNGE                         |
| 40    | 07.11. – 13.11.2016 | es ist zeit                      |
| 41    | 06.11. – 12.11.2017 | mittel der wahl                  |
| 42    | 05.11. – 11.11.2018 | HANDELN                          |
| 43    | 04.11. – 10.11.2019 | Wer erstickt, wo wir atmen?      |
| 44 *) | 02.11. – 08.11.2020 | Anspruch                         |
| 45    | 10.11. – 14.11.2021 | Schichten                        |
| 46    | 07.11. – 13.11.2022 | im Werden begriffen              |
| 47    | 06.11. – 12.11.2023 | im Geradeaus verlaufen           |
| 48    | 04.11. – 10.11.2024 | ENTFERNTES SORTIEREN             |

## Preise und Preisträger

### Aktuell verliehene Preise

#### ARTE-Dokumentarfilmpreis
Der ARTE-Dokumentarfilmpreis wird seit 1994 jährlich für den besten deutschen Dokumentarfilm an Produktionen aus Deutschland, seit 2008 auch an Produktionen aus Österreich und der Schweiz vergeben und von einer unabhängigen Jury nominiert. Ab 2019 ist er langen Produktionen vorbehalten. Er ist von Arte derzeit mit 6.000 Euro dotiert.
Preisträger
- 1994 und sahen was zu machen war (Stephan Sachs; D 1991–94)
- 1995 Gratian (Thomas Ciulei; D 1995)
- 1996 Poussières d’amour (Werner Schroeter; F/D 1996)
- 1997 Wittstock, Wittstock (Volker Koepp; D 1997)
- 1998 Pelym (Andrzej Klamt, Ulrich Rydzewski; D 1998)
- 1999 Mendel lebt (Hans-Dieter Grabe; D 1999)
- 2000 Die Königin (Werner Schroeter; D 2000)
- 2001 Der chinesische Markt (Zoran Solomun, Vladimir Blazevski; D 2000)
- 2002 schlittenschenken (Erwin Michelberger, Oleg Tcherny; D 2002)
- 2003 Die Helfer und die Frauen (Karin Jurschick; D 2003)
- 2004 Hat Wolff von Amerongen Konkursdelikte begangen? (Gerhard Friedl; D 2004)
- 2005 Between the Devil and the Wide Blue Sea (Romuald Karmakar; D 2005)
- 2006 Il Palazzo (Katharina Copony; D/A 2006)
- 2007 Michael Hamburger – Ein englischer Dichter aus Deutschland (Frank Wierke; D 2007)
- 2008 Die Blumenbrücke (Thomas Ciulei; D/RO 2008)
- 2009 Zum Vergleich (Harun Farocki; D/A 2009)
- 2010 Von der Vermählung des Salamanders mit der grünen Schlange (René Frölke; D 2010)
- 2011 Aber das Wort Hund bellt ja nicht (Bernd Schoch; D 2011)
- 2012 Preis des Goldes (Sven Zellner, Chingunjav Borkhuu; D 2012)
- 2013 Sieniawka (Marcin Malaszczak; D/PL 2013)
- 2014 Städtebewohner (Thomas Heise; D 2014)
- 2015 Zaplyv – Die Schwimmer (Kristina Paustian; D/HU/RU 2015)
- 2016 Havarie (Philip Scheffner; D 2016)
- 2017 Atelier de conversation (Bernhard Braunstein; A/F/LI 2017)
- 2018 Barstow, California (Rainer Komers; D/USA 2018)
- 2019 Olanda (Bernd Schoch; D 2019)
- 2020 If It Were Love (Patric Chiha; F 2020)
- 2021 Uncomfortably Comfortable (Maria Petschnig; USA/A 2021)
- 2022 Benedikt (Katrin Memmer; D 2021)
- 2023 Anqa (Helin Çelik; A/E 2023)
- 2024 Durchgangsland (Daniel Fill; A 2024)

Lobende Erwähnung
- 2014 Tower House (Karl-Heinz Klopf; D/J 2013)
- 2019 Una Primavera (Valentina Primavera; A/D/I 2018)
- 2020 Kunst kommt aus dem Schnabel wie er gewachsen ist (Sabine Herpich; D 2020)
- 2022 Aşk, Mark ve Ölüm (Cem Kaya; D 2022)
- 2023 La Empresa (André Siegers; D 2023)

#### 3sat-Dokumentarfilmpreis
Der 3sat-Dokumentarfilmpreis wird seit 1996 jährlich für den besten deutschsprachigen Dokumentarfilm an Produktionen aus Deutschland, Österreich und der Schweiz vergeben und von einer unabhängigen Jury nominiert. Ab 2019 ist er langen Produktionen vorbehalten. Er ist von 3sat derzeit mit 6.000 Euro dotiert.
Preisträger
- 1996 Noël Field – Der erfundene Spion (Werner Schweizer; CH/D 1996)
- 1997 Verrückt bleiben, verliebt bleiben (Elfi Mikesch; D 1997)
- 1998 Das Jahr nach Dayton (Nikolaus Geyrhalter; A 1997)
- 1999 Dezember, 1–31 (Jan Peters; D 1999)
- 2000 Das Himmler-Projekt (Romuald Karmakar; D 2000)
- 2001 Aufnahme (Stefan Landorf; D 2001)
- 2002 Gambling, Gods and LSD (Peter Mettler; CH/CND 2002)
- 2003 Das Problem ist meine Frau (Calle Overweg; D 2003)
- 2004 Hans im Glück (Peter Liechti; CH 2003)
- 2005 Weiße Raben – Alptraum Tschetschenien (Johann Feindt, Tamara Trampe; D 2005)
- 2006 Hamburger Lektionen (Romuald Karmakar; D 2006)
- 2007 Zuoz (Daniella Marxer; A/F 2007)
- 2008 In die Welt (Constantin Wulff; A 2008)
- 2009 Oceanul Mare (Katharina Copony; A 2009)
- 2010 Die fünf Himmelsrichtungen (Fridolin Schönwiese; A 2009)
- 2011 Carte Blanche (Heidi Specogna; CH 2011)
- 2012 *) Thorberg (Dieter Fahrer; CH 2012) und Der Auftrag (Ayla Gottschlich; D 2012)
- 2013 Betongold – Wie die Finanzkrise in mein Wohnzimmer kam (Katrin Rothe; D 2013)
- 2014 Portrait of A lone farmer (Jide Tom Akinleminu; D/DK/NGR 2013)
- 2015 Über die Jahre (Nikolaus Geyrhalter; A 2015)
- 2016 Brüder der Nacht (Patric Chiha; A 2016)
- 2017 Tiere und andere Menschen (Flavio Marchetti; A 2017)
- 2018 Kulenkampffs Schuhe (Regina Schilling; D 2018)
- 2019 Bewegungen eines nahen Bergs (Sebastian Brameshuber; A/F 2019)
- 2020 Kunst kommt aus dem Schnabel wie er gewachsen ist (Sabine Herpich; D 2020)
- 2021 Girls | Museum (Shelly Silver; D 2020)
- 2022 Unrecht und Widerstand (Peter Nestler; D/A 2022)
- 2023 Einzeltäter Teil 1–3 (Julian Vogel; D 2023)
- 2024 Was hast Du gestern geträumt, Parajanov? (Faraz Fesharaki; D 2024)

Lobende Erwähnung
- 2019 Träume von Räumen (Matthias Lintner; D 2019)

#### Preis der Stadt Duisburg
Der Preis der Stadt Duisburg geht aus dem Förderpreis der Stadt Duisburg hervor und wird ab 2019 jährlich an kurze und mittellange Produktionen bis zu 65 Minuten vergeben und von einer unabhängigen, eigens neu eingerichteten Jury nominiert, die auch über die „Carte Blanche“ entscheidet. Er ist von der Stadt Duisburg derzeit mit 5.000 Euro dotiert.
Preisträger
- 2019 Un cuento sin ti (Michael Fetter Nathansky; D 2019)
- 2020 Wohnhaft Erdgeschoss (Jan Soldat; D/A 2020)
- 2021 Lydia (Christian Becker; D 2021)
- 2022 Sonne unter Tage (Alex Gerbaulet, Mareike Bernien; D 2022)
- 2023 Patterns Against Workers (Olena Newkryta; A 2023)
- 2024 Die Stimme des Ingenieurs (André Siegers; D 2024)

Lobende Erwähnung
- 2019 Fleischwochen (Joachim Iseni; A 2019)
- 2020 Ich habe dich geliebt (Rosa Hannah Ziegler; D 2020)
- 2023 Xabûr (Nafis Fathollahzadeh; D/IR 2023)

#### „Carte Blanche“ Nachwuchspreis des Landes NRW
Der „Carte Blanche“ Nachwuchspreis des Landes NRW wurde von 2013 bis 2018 jährlich von zwei Mitgliedern der beiden Dokumentarfilmpreis-Jurys nominiert, ab 2019 von der Jury des Preises der Stadt Duisburg. Er ist vom Ministerium für Kultur und Wissenschaft des Landes Nordrhein-Westfalen derzeit mit 5.000 Euro dotiert. Mit der „Carte Blanche“ wird ausdrücklich nicht ein bereits existierender Film prämiert, stattdessen soll das Preisgeld in das nächste Projekt der ausgezeichneten Filmemacher fließen.
Preisträger
- 2013 Assessment (Mischa Hedinger; CH 2013)
- 2014 Hier sprach der Preis (Sabrina Jäger; D 2014)
- 2015 Sag mir Mnemosyne (Lisa Sperling; D/GR 2015)
- 2016 Paradies! Paradies! (Kurdwin Ayub; A 2016)
- 2017 Spielfeld (Kristina Schranz, Caroline Spreitzenbart; D 2017)
- 2018 Aggregat (Marie Wilke; D 2018)
- 2019 Una Primavera (Valentina Primavera; A/D/I 2018)
- 2020 Jetzt oder morgen (Lisa Weber; A 2020)
- 2021 Augusts Orte (Valérie Pelet; A 2021)
- 2022 Zweisamkeit (Lilian Sassanelli; A 2022)
- 2023 Operation Namibia (Martin Paret; D 2023)
- 2024 Brunaupark (Felix Hergert, Dominik Zietlow; CH 2024)

Lobende Erwähnung
- 2019 HAMBI – Der Kampf um den Hambacher Wald (Lukas Reiter; D 2019)
- 2020 first in first out (Zacharias Zitouni; D/AL 2019)
- 2022 Drei Frauen (Maksym Melnyk; D 2022)

#### Dokumentarfilmpreis des Goethe-Instituts
Der Dokumentarfilmpreis des Goethe-Instituts wurde 2003 erstmals von einer Jury des Goethe-Instituts nominiert und auf der Duisburger Filmwoche verliehen. Von 2011 bis 2021 fanden Auswahl und Preisverleihung im Rahmen von DOK Leipzig statt. Seit 2022 wird er alternierend auf den Dokumentarfilmfestivals DOK.fest München, DOK Leipzig, Duisburger Filmwoche und Kasseler Dokfest vergeben. Er ist derzeit mit 2.000 Euro dotiert.
Preisträger (im Rahmen der Duisburger Filmwoche)
- 2003 Für den Schwung sind Sie zuständig (Margarete Fuchs; D 2003)
- 2004 Hat Wolff von Amerongen Konkursdelikte begangen? (Gerhard Friedl; D 2004)
- 2005 Mein Bruder – We’ll Meet Again (Thomas Heise; D 2005)
- 2006 Die Unzerbrechlichen (Dominik Wessely; D 2006)
- 2007 The Halfmoon Files (Philip Scheffner; D 2007)
- 2008 Zuletzt befreit mich doch der Tod (Beate Middeke; D 2008)
- 2009 Shanghai Fiction (Julia Albrecht, Busso von Müller; D 2008)
- 2010 How To Make A Book With Steidl (Gereon Wetzel, Jörg Adolph; D 2010)
- 2024 Reproduktion (Katharina Pethke; D 2024)

Lobende Erwähnung (im Rahmen der Duisburger Filmwoche)
- 2009 Die Maßnahme (Maik Bialk; D 2009)
- 2010 Auf Teufel komm raus (Mareille Klein, Julie Kreuzer; D 2010)

#### Publikumspreis der Rheinischen Post
Der Publikumspreis der Rheinischen Post wird seit 2001 jährlich von einer Jury der Leser der Rheinischen Post nominiert. Er ist von der Rheinischen Post derzeit mit 1.000 Euro dotiert.
Preisträger
- 2001 Absolut Warhola (Stanisław Mucha; D 2001)
- 2002 Elsewhere (Nikolaus Geyrhalter; A 2001)
- 2003 Tarifa Traffic – Tod in Gibraltar (Joakim Demmer; D/CH 2003)
- 2004 Was lebst du? (Bettina Braun; D 2004)
- 2005 Gambit (Sabine Gisiger; CH 2005)
- 2006 Balkan Champion (Réka Kincses; D 2006)
- 2007 Sieben Mulden und eine Leiche (Thomas Haemmerli; CH 2007)
- 2008 Sonbol (Niko Apel; D 2008)
- 2009 Korankinder (Shaheen Dill-Riaz; D/BD 2009)
- 2010 Das Schiff des Torjägers (Heidi Specogna; D 2010)
- 2011 Die große Passion (Jörg Adolph; D 2011)
- 2012 Schildkrötenwut (Pary El-Qalqili; D 2012)
- 2013 Café Ta’amon – King-George-Street, Jerusalem (Michael Teutsch; D 2013)
- 2014 Striche ziehen (Gerd Kroske; D 2014)
- 2015 Lampedusa im Winter (Jakob Brossmann; A/I/CH 2015)
- 2016 Happy (Carolin Genreith; D 2016)
- 2017 Inschallah (Antje Kruska, Judith Keil; D 2017)
- 2018 Seestück (Volker Koepp; D 2018)
- 2019 Im Stillen laut (Therese Koppe; D 2019)
- 2020 *) Spuren – Die Opfer des NSU (Aysun Bademsoy; D 2019)
- 2021 Nicht verRecken (Martin Gressmann; D 2021)
- 2022 Drei Frauen (Maksym Melnyk; D 2022)
- 2023 Vista Mare (Julia Gutweniger, Florian Kofler; A/I 2023)
- 2024 Dear Beautiful Beloved (Juri Rechinsky; A 2024)

### Ehemals verliehene Preise

#### Preis der deutschen Filmkritik
Der Preis der deutschen Filmkritik für den besten Dokumentarfilm des Jahres wird seit 1980 vergeben und von der Arbeitsgemeinschaft der Filmjournalisten nominiert. Von 1987 bis 1993 wurde er auf der Duisburger Filmwoche verliehen.
Die Jury berücksichtigte bei der Nominierung nicht ausschließlich die auf der Duisburger Filmwoche präsentierten Dokumentarfilme, sondern sämtliche Produktionen des zurückliegenden Jahres. So kam es einmal dazu, dass ein in Duisburg abgelehnter Film ausgezeichnet wurde.
Preisträger
- 1987 Spaltprozesse (Claus Strigel, Bertram Verhaag; D 1987)
- 1988 Bilder der Welt und Inschrift des Krieges (Harun Farocki; D 1988)
- 1989 Die Spur des Vaters (Christoph Boekel; D 1989)
- 1990 Leben BRD (Harun Farocki; D 1990)
- 1991 Der Pannwitzblick (Didi Danquart; D 1991)
- 1992 Stau Jetzt geht’s los (Thomas Heise; D 1992)
- 1993 Die Wismut (Volker Koepp; D 1993)

#### Förderpreis des Verbandes der Deutschen Filmkritik
Der Förderpreis des Verbandes der Deutschen Filmkritik in der Sparte Dokumentarfilm wurde 1994 erstmals auf der Duisburger Filmwoche verliehen. Er war bis 1998 dotiert und ging nach Empfehlung der Jury zu 2000 in den Förderpreis der Stadt Duisburg über.
Preisträger
- 1996 Isolator II (Martin Zawadzki; D 1996)
- 1998 Controlled Demolition (Jörg Siepmann; D/GB 1997)
- 1999 Divina Obsesion (Volko Kamensky; D 1999)

#### Förderpreis der Stadt Duisburg
Der Förderpreis der Stadt Duisburg ging aus dem Förderpreis des Verbandes der Deutschen Filmkritik hervor und wurde von 2000 bis 2018 jährlich von zwei Mitgliedern der beiden Dokumentarfilmpreis-Jurys nominiert. Er war von der Stadt Duisburg mit 5.000 Euro dotiert und ging zu 2019 in den Preis der Stadt Duisburg für kurze und mittellange Filme über.
Preisträger
- 2000 Dreckfresser (Branwen Okpako; D 2000)
- 2001 Danach hätte es schön sein müssen (Karin Jurschick; D 2001)
- 2002 Tehran 1380 (Solmaz Shahbazi, Tirdad Zolghadr; D/IR 2002)
- 2003 Mein Leben Teil 2 (Angelika Levi; D 2003)
- 2004 Wilhelm der Schäfer (Josie Rücker; D 2004)
- 2005 *) Slide Guitar Ride (Bernd Schoch; D 2005) und Kinder der Schlafviertel (Korinna Kraus, Janna Ji Wonders; D 2005)
- 2006 Balkan Champion (Réka Kincses; D 2006)
- 2007 The Halfmoon Files (Philip Scheffner; D 2007)
- 2008 Sollbruchstelle (Eva Stotz; D 2008)
- 2009 Schneeränder (Nele Wohlatz; D 2009)
- 2010 *) Herr Berner und die Wolokolamsker Chaussee (Serpil Turhan; D 2010) und Auf Teufel komm raus (Mareille Klein, Julie Kreuzer; D 2010)
- 2011 Anna Pavlova lebt in Berlin (Theo Solnik; D 2011)
- 2012 Schildkrötenwut (Pary El-Qalqili; D 2012)
- 2013 Ricardo Bär (Nele Wohlatz, Gerardo Naumann; RA 2013)
- 2014 Pădurea e ca Muntele, vezi? (Didier Guillain, Christiane Schmidt; D/RO 2014)
- 2015 Eismädchen (Lin Sternal; D 2015)
- 2016 Mirr (Mehdi Nahebi; CH 2016)
- 2017 Spineless Kingdom (Max Sänger; D 2017)
- 2018 Der Funktionär (Andreas Goldstein; D 2018)